# Finansiel service
Finansiel service er service indenfor finansindustrien. Det dækker en række virksomheder som realkreditinstitutter, banker, forsikringsselskaber, betalingskortvirksomheder, regnskabsvirksomheder, investeringsforeninger og kapitalfonde.
De finansielle serviceydelser omfatter bl.a. finansiering af betaling og handeler, opbevaring af værdier, udstedelse af penge, obligationer og andre værdipapirer samt aktiviteter, der på forskellig måde omfatter indlån, udlån, forsikring, beskyttelse mod ricisi, m.m.
Finansiel aktivitet og service og dermed finansielle servicevirksomheder opstår, når et samfund udvikler et pengesamfund og tilknytter muligheder for kredit- og låneaktiviteter, som også kaldes finansielle transaktioner.

## Regulering
I takt med samfundsudviklingen udvikles også specialisering af den finansielle servicevirksomhed inden for de rammer, som afstikkes af såvel den generelle samfundsmæssige udvikling kombineret med de rammer, som muliggøres af de statslige politikker inden for området. National specialisering blev i 2003 begrænset i forbindelse med, at regler i en række særlove (om banker og sparekasser, om forsikringsvirksomhed, om realkredit mv) blev samlet i lov om finansiel virksomhed. Loven implementerer tillige en række EU direktiver. Den gennemførte regelforenkling udelukker samtidig, at der stiftes nye andels- og sparekasser. Finansiel virksomhed reguleres tillige gennem mange andre love, som det bl a fremgår af indledningen til lovbekendtgørelse om finansiel virksomhed. Lovens § 5 indeholder en oversigt over de forskellige typer (penge)institutter og (forsikrings)selskaber, og i lovens bilag specificeres, hvilken virksomhed de forskellige typer virksomheder må udøve.

## Finanskrisens betydning
Finanskrisen 2007-2010 demonstrerede den internationale karakter af finansiel servicevirksomhed. Drøftelser og beslutninger på G20-møder om finanskrisen er fulgt op af EU, med henblik på at vedtage og gennemføre en bedre regulering af de europæiske fondsbørser og andre finansmarkeder. Europa-kommissionen har i den sammenhæng udarbejdet forslag til en omfattende ændring af det såkaldte MiFID-direktiv, der angår handlen med værdipapirer. Diskussion af en Tobinskat, der er en skat på handel med visse værdipapirer, og EU-Kommissionens forslag om en sådan skat på finansielle transaktioner søger ligeledes at reducere tilbøjeligheden til 'kasino-økonomi' (casino-type trading) og fremme et mere effektivt og stabilt finansielt marked, der støtter realøkonomien.

## Finansielle servicevirksomheder
Finansiel service varetages af en række virksomheder, der tilsammen udgør finanssektoren (el. den finansielle sektor):
- Pengeudstedende institutioner, ofte centralbanker (f.eks. Danmarks Nationalbank)
- Banker og sparekasser
- Vekselerer og pantelånere
- Konto-, betalings- og kreditkortvirksomheder (PBS samt banker og kredit- og finansieringsselskaber)
- Realkreditinstitutioner (der udsteder obligationer og yder obligationslån)
- Forsikringsselskaber og reassurancevirksomhed
- Pensionskasser
- Investeringsselskaber
- Fonde
- Udviklingsselskaber og leasingselskaber
- Fondsbørser (hvor der handles med aktier og obligationer, m.m.)
- Varebørser (handel med varer el. optioner på varer)

Der eksisterer en bred international variation af institutioner, der i større eller mindre omfang kan variere fra et land til et andet, hvilket ofte relaterer sig til de enkelte landes konkrete lovgivning på området.
Finansielle virksomheder handler med værdipapirer, også kaldt finansielle instrumenter, eller råvarer på de nævnte børser. Regler for værdipapirhandel er fastsat i lov om værdipapirhandel m.v. Arkiveret 3. juni 2016 hos  Wayback Machine, der implementerer flere EU direktiver. I forbindelse med EU Kommissionens forslag om en afgift på finansielle transaktioner er 'finansiel virksomhed'/'finansiel institution' og 'børs'/'værdipapirmarked' blevet nærmere defineret.

I tilknytning til de mange institutioner, der opererer inden for finanssektoren findes en række tilsynsvirksomheder, der tilser, at de gældende regler inden for området overholdes. I Danmark findes eksempelvis Finanstilsynet.